# Recuento de ganado
En el antiguo Egipto, el recuento de ganado era uno de los dos medios principales para evaluar la cantidad de impuestos a cobrar, siendo el otro el punto máximo de la inundación anual del Nilo. 
Este importante evento económico era controlado por el Estado mediante altos funcionarios y estaba relacionado con varias fiestas y rituales de culto. Además, servía como medio para fechar otros eventos, y el año  en que ocurría era llamado "año del X recuento de ganado bajo la persona del rey Y". La frecuencia de recuentos varió a lo largo de la historia del antiguo Egipto; en el Reino Antiguo probablemente era bienal y posteriormente se realizó con mayor frecuencia.

## Proceso y propósito

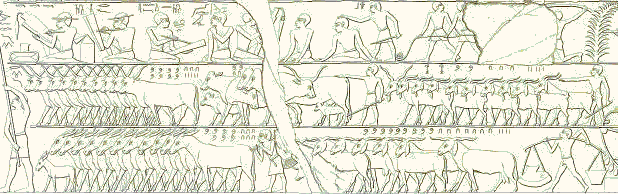
Recuento de ganado en un relieve en la tumba G75 de mastaba en Guiza.

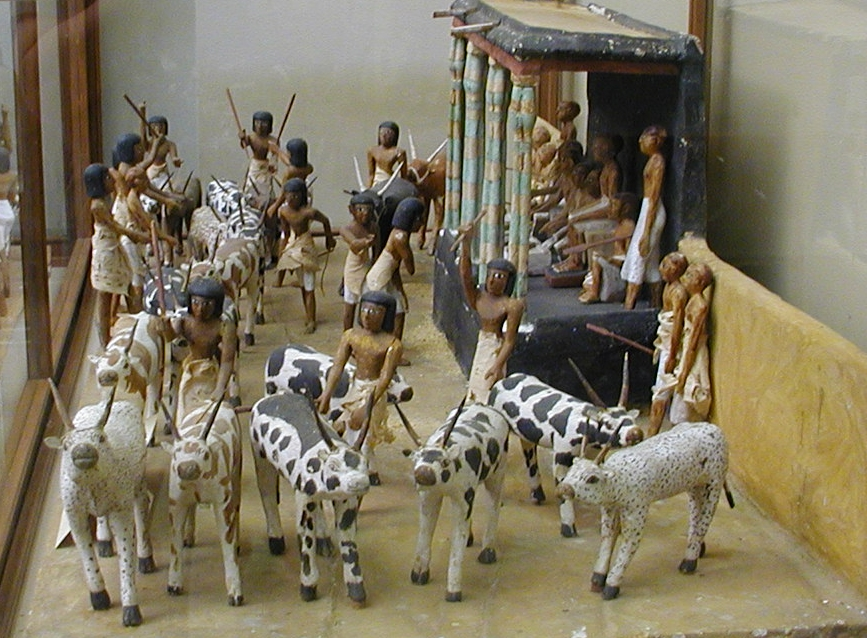
El canciller Meketra supervisando el recuento de ganado. Tumba TT280 del Reino Medio.

Para realizar el conteo de ganado, todos los bienes muebles (incluido el ganado productivo como vacas y bueyes, ovejas, cerdos, cabras y burros) eran agrupados y contados. Después del recuento, se calcularía el porcentaje de bienes muebles a gravar por el Estado. El conteo se realizaba en todos los rincones de Egipto y el fraude se castigaba duramente. Desde la Segunda Dinastía en adelante, el recuento de ganado estuvo relacionado con el "Seguimiento de Horus" (Shemsu Hor) que ocurría cada dos años. El Shemsu Hor consistía en un viaje del rey y su corte por todo Egipto que facilitaba la evaluación y recaudación de impuestos por parte de la administración central.

## Importancia
El recuento de ganado es de gran importancia para los egiptólogos e historiadores, porque muchas inscripciones informan del año de la x-ésima ocasión del recuento de ganado seguido del nombre de un faraón. Por lo tanto, estas inscripciones se utilizan para evaluar la duración mínima del reinado del faraón, por ejemplo, asumiendo que el conteo de ganado se llevó a cabo cada dos años. Este último punto es de suma importancia para la correcta datación de la duración del reinado, y es muy discutido hasta el día de hoy. Según la piedra de Palermo, una losa de piedra de basalto negro que registra los eventos anuales de naturaleza religiosa y de culto desde el rey Narmer (primera dinastía) hasta el rey Neferirkare Kakai (tercer faraón de la quinta dinastía), el conteo de ganado se realizaba cada dos años hasta el Reino Antiguo. Después de este período, sin embargo, se realizó con mayor frecuencia y finalmente de forma anual. El primer faraón durante cuyo reinado se sabe con certeza que se realizaron recuentos anuales de ganado es el rey Pepi I de la sexta dinastía. Esto no excluye que el conteo de ganado necesariamente se realizara cada dos años antes de Pepi I.
Un ejemplo de evaluaciones contradictorias para la duración de un reinado a través del recuento de ganado es el caso del rey Keops (cuarta dinastía). El mayor número conocido de recuentos de ganado bajo Keops se encuentra en los grafitis de los trabajadores dentro de las cámaras de alivio de la Gran Pirámide de Guiza. La inscripción en tinta informa de la "17ª ocasión del conteo de ganado". Dado que las inscripciones en la piedra de Palermo sostienen que el conteo de ganado se realizó cada dos años durante la cuarta dinastía, probaría que Keops gobernó al menos 34 años. Este cálculo es rechazado por varios egiptólogos, porque otra fuente del antiguo Egipto, el canon de Turín, atribuye a Keops un reinado de apenas 23 años. Por el contrario, el historiador griego antiguo Heródoto afirma que Keops gobernó durante 50 años, lo que ahora se considera una exageración. Mientras tanto, hoy en día egiptólogos como Thomas Schneider asumen que, o gobernó durante un poco más de 34 años, o que el autor del canon de Turín simplemente no tuvo en cuenta el ciclo de 2 años de recuento de ganado y, de hecho, atribuye a Keops 23 recuentos de ganado, que es un reinado de 46 años.